# نوناف‌واران
نوناف‌واران (نام علمی: Neomphaloidea) نام یک بالاخانواده از راسته باستان‌شکم‌پاسانان است.